# 华南理工大学公共管理学院
华南理工大学公共管理学院（简称：华工公管学院）是华南理工大学下属的社科类学院，成立于2009年。

## 历史沿革
公管学院始于社会科学系在2001年设立的行政管理教研室，而最早可追溯至华南工学院于1952年创立的新民主主义论及政治经济学教学研究室。
2002年，社会科学系与艺术教育中心合并，建立人文社会科学学院，行政管理教研室成为该学院下设的行政管理系。
2004年，因大学城校区启用，人文社会科学学院分为政治与公共管理学院、法学院、新闻传播学院和艺术学院，行政管理系归为政治与公共管理学院。
2009年4月，政治与公共管理学院再分为马克思主义学院和公共管理学院。

## 组织机构

### 教学机构
- 行政管理系
- 公共政策系
- 社会保障系
- 土地资源管理系

### 行政机构
- 学院办公室
- 学生工作办公室
- MPA教育中心

### 学院领导
截至2022年11月，学院的领导组成为：
- 党委书记：周勤
- 院长：李胜会
- 副院长：李文彬、管兵
- 党委副书记：黄艳华

## 学术科研

### 教学项目
截至2020年2月，公管学院共有如下的博士后流动站、研究生学位授权点和本科专业：
- 博士後流动站：公共管理
- 博士学位授权点：
  - 一级学科：公共管理
  - 二级学科：行政管理、公共政策、社会保障、风险治理
- 硕士学位授权点：
  - 一级学科：公共管理
  - 二级学科：行政管理、土地资源管理、社会保障、教育经济管理
- 专业硕士学位点：公共管理硕士（MPA）
- 本科专业：行政管理

其中，公共管理为广东省优势重点学科，本科行政管理专业为国家级一流本科专业建设点。

### 研究中心
- 省级
  - 政府决策与绩效评价研究所（广东省人文社科重点基地）
  - 社会治理研究中心（广东省决策咨询研究基地[6]）
  - 法治评价与研究中心
  - 华南理工大学广东省社会治理研究中心（广东省重点培育智库[7]）
  - 华南理工大学政府绩效评价中心（广东省重点培育智库）
  - 华南理工大学国家治理研究中心（广东省社会科学研究基地）
  - 广州特大城市风险治理研究基地（广州市人文社科重点研究基地）
  - 非传统安全与应急管理研究基地
- 校级
  - 公共管理与公共政策研究所
  - 廉政理论研究中心
  - 社会治理创新研究中心
- 院级
  - 地方风险治理研究中心
  - 劳动关系研究中心
  - 区域发展与治理评价研究中心
  - 华南土地问题研究中心
  - 社会组织与治理创新研究中心

## 知名院友
- 政界
  - 蓝佛安：中共海南省委常委、海南省纪委书记，曾任广东省审计厅厅长、中共韶关市委书记、广东省人民政府副省长[8]
  - 吴树坚：曾任广州市人大常委会副主任、广州市中级人民法院院长[9]
  - 徐文海：广东省公安厅党委委员，深圳市人民政府副市长，兼深圳市公安局党委书记、局长、督察长，中共深圳市委政法委第一副书记[10]
  - 朱仲南：广东省委宣传部副部长
  - 任小铁：广东省政府副秘书长，曾任广东省质量技术监督局局长、党组书记[11]
  - 王波：广东省人大常委会党组成员、秘书长、办公厅主任、机关党组书记[12]
  - 左孟新：广东省人力资源和社会保障厅副厅长
  - 欧名宇：广州市人民检察院党组书记、检察长
- 业界
  - 刘海陵：羊城晚报报业集团党委书记、羊城晚报社社长，曾任羊城晚报报业集团总编辑兼编辑中心主任[13]
  - 朱耀忠：广东省铁路建设投资集团有限公司董事长、党委书记
- 体育界
  - 赵菁：前中国女子游泳队运动员[14]
  - 曹臻：前中国国家乒乓球队运动员[15]
  - 宋爱民：中国女子田径队铁饼运动员[16]